# Лауреати Державної премії України в галузі науки і техніки (1996)
Державна премія України в галузі науки і техніки — лауреати 1996 року.
На підставі подання Комітету з Державних премій України в галузі науки і техніки Президент України Леонід Кучма видав Указ № 1190/96 від 11 грудня 1996 року «Про присудження Державних премій України в галузі науки і техніки 1996 року».
На 1996 рік розмір Державної премії України в галузі науки і техніки склав десять тисяч гривень кожна.

## Лауреати Державної премії України в галузі науки і техніки 1996 року
| Премійована робота | Лауреати                                | Коротко про лауреата |
| --- | --------------------------------------- | --- |
| Цикл підручників з робототехніки: «Робототехніка» (К.:Вища школа, 1994), «Елементи робототехнічних пристроїв і модулі ГВС» (К.: Вища школа, 1992), Гибкие робототехнические сисгемы" (К.: Вища школа, 1989)                              | Спину Гліб Олександрович                | доктор технічних наук, професор-консультант Національного технічного університету України «Київський політехнічний інститут»                                               |
| Цикл підручників з робототехніки: «Робототехніка» (К.:Вища школа, 1994), «Елементи робототехнічних пристроїв і модулі ГВС» (К.: Вища школа, 1992), Гибкие робототехнические сисгемы" (К.: Вища школа, 1989)                              | Гавриш Анатолій Павлович                | доктор технічних наук, завідувач кафедри Національного технічного університету України «Київський політехнічний інститут»                                                  |
| Цикл підручників з робототехніки: «Робототехніка» (К.:Вища школа, 1994), «Елементи робототехнічних пристроїв і модулі ГВС» (К.: Вища школа, 1992), Гибкие робототехнические сисгемы" (К.: Вища школа, 1989)                              | Костюк Всеволод Іванович                | доктор технічних наук, завідувач кафедри Національного технічного університету України «Київський політехнічний інститут»                                                  |
| Цикл підручників з робототехніки: «Робототехніка» (К.:Вища школа, 1994), «Елементи робототехнічних пристроїв і модулі ГВС» (К.: Вища школа, 1992), Гибкие робототехнические сисгемы" (К.: Вища школа, 1989)                              | Ткач Михайло Мартинович                 | кандидат технічних наук, доцент Національного технічного університету України «Київський політехнічний інститут»                                                           |
| Цикл підручників з робототехніки: «Робототехніка» (К.:Вища школа, 1994), «Елементи робототехнічних пристроїв і модулі ГВС» (К.: Вища школа, 1992), Гибкие робототехнические сисгемы" (К.: Вища школа, 1989)                              | Ямпольський Леонід Стефанович           | кандидат технічних наук, професор Національного технічного університету України «Київський політехнічний інститут»                                                         |
| Цикл підручників з робототехніки: «Робототехніка» (К.:Вища школа, 1994), «Елементи робототехнічних пристроїв і модулі ГВС» (К.: Вища школа, 1992), Гибкие робототехнические сисгемы" (К.: Вища школа, 1989)                              | Поліщук Михайло Миколайович             | кандидат технічних наук, професор Національного технічного університету України «Київський політехнічний інститут»                                                         |
| Комплект підручників з вищої математики: «Вища математика» у трьох книгах (К.:Либідь, І994), «Математичний аналіз» у двох частинах (К. Вища школа, 1978 (І ч.), 1981 (II ч.)                                                             | Котлова Вікторія Михайлівна (посмертно) | учитель математики |
| Комплект підручників з вищої математики: «Вища математика» у трьох книгах (К.:Либідь, І994), «Математичний аналіз» у двох частинах (К. Вища школа, 1978 (І ч.), 1981 (II ч.)                                                             | Колесник Тамара Всеволодівна            | кандидат фізико-математичних наук, професор Українського державного педагогічного університету імені М. П. Драгоманова                                                     |
| Комплект підручників з вищої математики: «Вища математика» у трьох книгах (К.:Либідь, І994), «Математичний аналіз» у двох частинах (К. Вища школа, 1978 (І ч.), 1981 (II ч.)                                                             | Шкіль Микола Іванович                   | академік Академії педагогічних наук України, ректор Українського державного педагогічного університету імені М. П. Драгоманова                                             |
| За розроблення та впровадження нових технологій при спорудженні шестиструмкових сортових машин безперервного лиття заготовок крупного перерізу на Дніпровському металургійному комбінаті імені Дзержинського                             | Уголков Володимир Анатолійович          | завідувач групи Українського державного інституту по проектуванню металургійних заводів                                                                                    |
| За розроблення та впровадження нових технологій при спорудженні шестиструмкових сортових машин безперервного лиття заготовок крупного перерізу на Дніпровському металургійному комбінаті імені Дзержинського                             | Гоголь Георгій Миколайович              | головний інженер відкритого акціонерного товариства «Дніпростальконсгрукція»                                                                                               |
| За розроблення та впровадження нових технологій при спорудженні шестиструмкових сортових машин безперервного лиття заготовок крупного перерізу на Дніпровському металургійному комбінаті імені Дзержинського                             | Якименко Олександр Тимофійович          | директор Дніпропетровської філії закритого акціонерного товариства науково-виробничої фірми «Укрспецмонтажпроект»                                                          |
| За розроблення та впровадження нових технологій при спорудженні шестиструмкових сортових машин безперервного лиття заготовок крупного перерізу на Дніпровському металургійному комбінаті імені Дзержинського                             | Цаберябий Володимир Семенович           | начальник регіонального управління «Придніпровмонтажспецбуд» Державної корпорації по виконанню монтажних і спеціальних будівельних робіт                                   |
| За розроблення та впровадження нових технологій при спорудженні шестиструмкових сортових машин безперервного лиття заготовок крупного перерізу на Дніпровському металургійному комбінаті імені Дзержинського                             | Сидоренко Віталій Іванович              | голова правління відкритого акціонерного товариства «Дніпромеханмонтаж» |
| За розроблення та впровадження нових технологій при спорудженні шестиструмкових сортових машин безперервного лиття заготовок крупного перерізу на Дніпровському металургійному комбінаті імені Дзержинського                             | Шуваєв Федір Федорович                  | бригадир слюсарів-монтажників відкритого акціонерного товариства «Дніпромеханомонтаж»                                                                                      |
| За розроблення та впровадження нових технологій при спорудженні шестиструмкових сортових машин безперервного лиття заготовок крупного перерізу на Дніпровському металургійному комбінаті імені Дзержинського                             | Смоляк Валентин Вікторович              | генеральний директор закритого акціонерного товариства «Дніпроелектромонтаж»                                                                                               |
| За розроблення та впровадження нових технологій при спорудженні шестиструмкових сортових машин безперервного лиття заготовок крупного перерізу на Дніпровському металургійному комбінаті імені Дзержинського                             | Гальченко Олександр Миколайович         | президент Державного Дніпропетровського обласного будівельно-монтажного концерну «Дніпробуд»                                                                               |
| За розроблення та впровадження нових технологій при спорудженні шестиструмкових сортових машин безперервного лиття заготовок крупного перерізу на Дніпровському металургійному комбінаті імені Дзержинського                             | Підберезний Микола Петрович             | кандидат технічних наук, генеральний директор Дніпровського металургійного комбінату імені Дзержинського                                                                   |
| Розробка наукових основ, методів і технічних засобів запобігання ферорезонансним процесам на підстанціях електричних мереж напругою 110 кВ і вище                                                                                        | Дмитрієв Євген Васильович               | доктор технічних наук, керівник лабораторії Інституту фізики АН Азербайджану                                                                                               |
| Розробка наукових основ, методів і технічних засобів запобігання ферорезонансним процесам на підстанціях електричних мереж напругою 110 кВ і вище                                                                                        | Джуварли Чингіз Мехтійович              | академік Академії наук Азербайджану, радник дирекції Інституту фізики АН Азербайджану                                                                                      |
| Розробка наукових основ, методів і технічних засобів запобігання ферорезонансним процесам на підстанціях електричних мереж напругою 110 кВ і вище                                                                                        | Багно Володимир Дмитрович               | інженеру-конструктору відкритого акціонерного товариства "Запорізький завод «Перетворювач»                                                                                 |
| Розробка наукових основ, методів і технічних засобів запобігання ферорезонансним процесам на підстанціях електричних мереж напругою 110 кВ і вище                                                                                        | Шмельов Борис Борисович                 | провідний конструктор відкритого акціонерного товариства "Запорізький завод «Перетворювач»                                                                                 |
| Розробка наукових основ, методів і технічних засобів запобігання ферорезонансним процесам на підстанціях електричних мереж напругою 110 кВ і вище                                                                                        | Кришталь Анатолій Герасимович           | головний конструктор відкритого акціонерного товариства "Запорізький завод «Перетворювач»                                                                                  |
| Розробка наукових основ, методів і технічних засобів запобігання ферорезонансним процесам на підстанціях електричних мереж напругою 110 кВ і вище                                                                                        | Осика Володимир Володимирович           | головний інженер центральних електричних мереж Державної акціонерної енергопостачальної компанії «Одесаобленерго»                                                          |
| Розробка наукових основ, методів і технічних засобів запобігання ферорезонансним процесам на підстанціях електричних мереж напругою 110 кВ і вище                                                                                        | Молчанов Володимир Миколайович          | перший заступник генерального директора Українського науково-виробничого об'єднання «Енергопрогрес»                                                                        |
| Розробка наукових основ, методів і технічних засобів запобігання ферорезонансним процесам на підстанціях електричних мереж напругою 110 кВ і вище                                                                                        | Удода Євген Іванович                    | доктор технічних наук, директор Науково-дослідного інституту енергетики, місто Київ                                                                                        |
| Розробка наукових основ, методів і технічних засобів запобігання ферорезонансним процесам на підстанціях електричних мереж напругою 110 кВ і вище                                                                                        | Тугай Юрій Іванович                     | кандидат технічних наук, старший науковий співробітник Інституту електродинаміки НАН України                                                                               |
| Розробка наукових основ, методів і технічних засобів запобігання ферорезонансним процесам на підстанціях електричних мереж напругою 110 кВ і вище                                                                                        | Кузнєцов Володимир Григорович           | член-кореспондент Національної академії наук України, заступник директора Інституту електродинаміки НАН України                                                            |
| Цикл праць з наукового обґрунтування, розроблення та впровадження ресурсозбережних методів і технологій керування властивостями та станом вкрай напруженого вуглепородного масиву малоенергоємними впливами                              | Воробйов Євген Олександрович            | заступник технічного директора Дзержинського виробничого об'єднання по видобутку вугілля                                                                                   |
| Цикл праць з наукового обґрунтування, розроблення та впровадження ресурсозбережних методів і технологій керування властивостями та станом вкрай напруженого вуглепородного масиву малоенергоємними впливами                              | Калфакчиян Олександр Павлович           | доктор технічних наук, виконувач обов'язків генерального директора Артемівського виробничого об'єднання по видобутку вугілля                                               |
| Цикл праць з наукового обґрунтування, розроблення та впровадження ресурсозбережних методів і технологій керування властивостями та станом вкрай напруженого вуглепородного масиву малоенергоємними впливами                              | Рєпка Валерій Васильович                | доктор технічних наук, завідувач лабораторії Інституту геотехнічної механіки НАН України                                                                                   |
| Цикл праць з наукового обґрунтування, розроблення та впровадження ресурсозбережних методів і технологій керування властивостями та станом вкрай напруженого вуглепородного масиву малоенергоємними впливами                              | Софійський Костянтин Костянтинович      | доктор технічних наук, завідувач відділу Інституту геотехнічної механіки НАН України                                                                                       |
| Цикл праць з наукового обґрунтування, розроблення та впровадження ресурсозбережних методів і технологій керування властивостями та станом вкрай напруженого вуглепородного масиву малоенергоємними впливами                              | Виноградов Віктор Васильович            | доктор технічних наук, заступник директора Інституту геотехнічної механіки НАН України                                                                                     |
| Цикл праць з наукового обґрунтування, розроблення та впровадження ресурсозбережних методів і технологій керування властивостями та станом вкрай напруженого вуглепородного масиву малоенергоємними впливами                              | Булат Анатолій Федорович                | член-кореспондент Національної академії наук України, директор Інституту геотехнічної механіки НАН України                                                                 |
| Розроблення та освоєння нової технології виплавки корозієстійких сталей методом газокисневого рафінування у агрегатах конверторного типу                                                                                                 | Садовник Юрій Володимирович             | кандидат технічних наук, завідувач сектора Державної металургійної академії України                                                                                        |
| Розроблення та освоєння нової технології виплавки корозієстійких сталей методом газокисневого рафінування у агрегатах конверторного типу                                                                                                 | Рабінович Олександр Вольфович           | доктор технічних наук, завідувач лабораторії Державної металургійної академії України                                                                                      |
| Розроблення та освоєння нової технології виплавки корозієстійких сталей методом газокисневого рафінування у агрегатах конверторного типу                                                                                                 | Нефедов Юрій Андрійович                 | доктор технічних наук, проректор Державної металургійної академії України                                                                                                  |
| Розроблення та освоєння нової технології виплавки корозієстійких сталей методом газокисневого рафінування у агрегатах конверторного типу                                                                                                 | Таран-Жовнір Юрій Миколайович           | академік Національної академії наук України, ректор Державної металургійної академії України                                                                               |
| Розроблення та освоєння нової технології виплавки корозієстійких сталей методом газокисневого рафінування у агрегатах конверторного типу                                                                                                 | Сашевський Володимир Миколайович        | директор Запорізької філії Українського державного інституту по проектуванню металургійних заводів                                                                         |
| Розроблення та освоєння нової технології виплавки корозієстійких сталей методом газокисневого рафінування у агрегатах конверторного типу                                                                                                 | Данченко Григорій Дмитрович             | головний сталеплавильник відкритого акціонерного товариства «Електрометалургійний завод Дніпроспецсталь» імені А. М. Кузьміна                                              |
| Розроблення та освоєння нової технології виплавки корозієстійких сталей методом газокисневого рафінування у агрегатах конверторного типу                                                                                                 | Казначеєв Володимир Андрійович          | заступник голови правління відкритого акціонерного товариства «Електрометалургійний завод Дніпроспецсталь» імені А. М. Кузьміна                                            |
| Розроблення та освоєння нової технології виплавки корозієстійких сталей методом газокисневого рафінування у агрегатах конверторного типу                                                                                                 | Кійко Геннадій Васильович               | голова правління відкритого акціонерного товариства «Електрометалургійний завод Дніпроспецсталь» імені А. М. Кузьміна                                                      |
| Розроблення та освоєння нової технології виплавки корозієстійких сталей методом газокисневого рафінування у агрегатах конверторного типу                                                                                                 | Казаков Сергій Сергійович               | кандидат технічних наук, начальник центральної заводської лабораторії відкритого акціонерного товариства «Електрометалургійний завод Дніпроспецсталь» імені А. М. Кузьміна |
| Розроблення та освоєння нової технології виплавки корозієстійких сталей методом газокисневого рафінування у агрегатах конверторного типу                                                                                                 | Стеценко Микола Васильович              | кандидат технічних наук, заступник головного інженера відкритого акціонерного товариства «Електрометалургійний завод Дніпроспецсталь» імені А. М. Кузьміна                 |
| Розроблення та промислове освоєння технологічних процесів автоматизованого вирощування великогабаритних сцинтиляційних лужногалоїдних монокристалів та виготовлення детекторів на їх основі для різних галузей ядерного приладобудування | Трофименко Володимир Васильович         | директор дослідного заводу науково-технологічного концерну «Інститут монокристалів» НАН України                                                                            |
| Розроблення та промислове освоєння технологічних процесів автоматизованого вирощування великогабаритних сцинтиляційних лужногалоїдних монокристалів та виготовлення детекторів на їх основі для різних галузей ядерного приладобудування | Мойсеєнко Борис Іванович                | виконавчий директор науково-технологічного концерну «Інститут монокристалів» НАН України                                                                                   |
| Розроблення та промислове освоєння технологічних процесів автоматизованого вирощування великогабаритних сцинтиляційних лужногалоїдних монокристалів та виготовлення детекторів на їх основі для різних галузей ядерного приладобудування | Ейдельман Лев Георгійович               | кандидат фізико-математичних наук, старший науковий співробітник відділення науково-технологічного концерну «Інститут монокристалів» НАН України                           |
| Розроблення та промислове освоєння технологічних процесів автоматизованого вирощування великогабаритних сцинтиляційних лужногалоїдних монокристалів та виготовлення детекторів на їх основі для різних галузей ядерного приладобудування | Горілецький Валентин Іванович           | кандидат фізико-математичних наук, старший науковий співробітник відділення науково-технологічного концерну «Інститут монокристалів» НАН України                           |
| Розроблення та промислове освоєння технологічних процесів автоматизованого вирощування великогабаритних сцинтиляційних лужногалоїдних монокристалів та виготовлення детекторів на їх основі для різних галузей ядерного приладобудування | Радкевич Олексій Вікторович             | кандидат технічних наук, провідний науковий співробітник відділення науково-технологічного концерну «Інститут монокристалів» НАН України                                   |
| Розроблення та промислове освоєння технологічних процесів автоматизованого вирощування великогабаритних сцинтиляційних лужногалоїдних монокристалів та виготовлення детекторів на їх основі для різних галузей ядерного приладобудування | Заславський Борис Григорович            | кандидат хімічних наук, завідувач лабораторії відділення науково-технологічного концерну «Інститут монокристалів» НАН України                                              |
| Розроблення та промислове освоєння технологічних процесів автоматизованого вирощування великогабаритних сцинтиляційних лужногалоїдних монокристалів та виготовлення детекторів на їх основі для різних галузей ядерного приладобудування | Гершун Олександр Сергійович             | кандидат фізико-математичних наук, заступник директора відділення науково-технологічного концерну «Інститут монокристалів» НАН України                                     |
| Розроблення та промислове освоєння технологічних процесів автоматизованого вирощування великогабаритних сцинтиляційних лужногалоїдних монокристалів та виготовлення детекторів на їх основі для різних галузей ядерного приладобудування | Гриньов Борис Вікторович                | доктор технічних наук, директор відділення науково-технологічного концерну «Інститут монокристалів» НАН України                                                            |
| За створення високопродуктивного абразивного інструменту на основі надтвердого кубічного нітриду бору, забезпечення його конкурентноздатності на світовому ринку, широкого промислового виробництва та ефективного застосування          | Єрмоленко Леонід Олександрович          | головний механік концерну цукрової промисловості України «Укрцукор» |
| За створення високопродуктивного абразивного інструменту на основі надтвердого кубічного нітриду бору, забезпечення його конкурентноздатності на світовому ринку, широкого промислового виробництва та ефективного застосування          | Присяжнюк Іван Петрович                 | директор Вінницького інструментального заводу |
| За створення високопродуктивного абразивного інструменту на основі надтвердого кубічного нітриду бору, забезпечення його конкурентноздатності на світовому ринку, широкого промислового виробництва та ефективного застосування          | Порада Олексій Миколайович              | доктор технічних наук, голова правління відкритого акціонерного товариства «Запорізький абразивний комбінат»                                                               |
| За створення високопродуктивного абразивного інструменту на основі надтвердого кубічного нітриду бору, забезпечення його конкурентноздатності на світовому ринку, широкого промислового виробництва та ефективного застосування          | Якименко Валер'ян Дмитрович             | начальник цеху дослідного заводу Інституту надтвердих матеріалів імені В. М. Бакуля НАН України                                                                            |
| За створення високопродуктивного абразивного інструменту на основі надтвердого кубічного нітриду бору, забезпечення його конкурентноздатності на світовому ринку, широкого промислового виробництва та ефективного застосування          | Давидов Микола Олексійович              | головний інженер дослідного заводу Інституту надтвердих матеріалів імені В. М. Бакуля НАН України                                                                          |
| За створення високопродуктивного абразивного інструменту на основі надтвердого кубічного нітриду бору, забезпечення його конкурентноздатності на світовому ринку, широкого промислового виробництва та ефективного застосування          | Бондарев Євгеній Костянтинович          | кандидат технічних наук, завідувач лабораторії Інституту надтвердих матеріалів імені В. М. Бакуля НАН України                                                              |
| За створення високопродуктивного абразивного інструменту на основі надтвердого кубічного нітриду бору, забезпечення його конкурентноздатності на світовому ринку, широкого промислового виробництва та ефективного застосування          | Боримський Олександр Іванович           | кандидат технічних наук, завідувач лабораторії Інституту надтвердих матеріалів імені В. М. Бакуля НАН України                                                              |
| За створення високопродуктивного абразивного інструменту на основі надтвердого кубічного нітриду бору, забезпечення його конкурентноздатності на світовому ринку, широкого промислового виробництва та ефективного застосування          | Шепелєв Анатолій Олександрович          | кандидат технічних наук, заступник директора Інституту надтвердих матеріалів імені В. М. Бакуля НАН України                                                                |
| За створення високопродуктивного абразивного інструменту на основі надтвердого кубічного нітриду бору, забезпечення його конкурентноздатності на світовому ринку, широкого промислового виробництва та ефективного застосування          | Шульженко Олександр Олександрович       | доктор технічних наук, завідувач відділу Інституту надтвердих матеріалів імені В. М. Бакуля НАН України                                                                    |
| За створення високопродуктивного абразивного інструменту на основі надтвердого кубічного нітриду бору, забезпечення його конкурентноздатності на світовому ринку, широкого промислового виробництва та ефективного застосування          | Новиков Микола Васильович               | академік Національної академії наук України, директор Інституту надтвердих матеріалів імені В. М. Бакуля НАН України                                                       |
| За розроблення та впровадження у медичну практику реконструктивно-відновних операцій на великих суглобах при їх ушкодженні та ортопедичних захворюваннях                                                                                 | Куліш Микола Іванович (посмертно)       | доктор медичних наук |
| За розроблення та впровадження у медичну практику реконструктивно-відновних операцій на великих суглобах при їх ушкодженні та ортопедичних захворюваннях                                                                                 | Сіменач Богдан Ілліч                    | доктор медичних наук, головний науковий співробітник Харківського науково-дослідного інституту ортопедії та травматології імені професора М. І. Ситенка                    |
| За розроблення та впровадження у медичну практику реконструктивно-відновних операцій на великих суглобах при їх ушкодженні та ортопедичних захворюваннях                                                                                 | Лоскутов Олександр Євгенович            | доктор медичних наук, завідувач кафедри Дніпропетровської державної медичної академії                                                                                      |
| За розроблення та впровадження у медичну практику реконструктивно-відновних операцій на великих суглобах при їх ушкодженні та ортопедичних захворюваннях                                                                                 | Левенець Віталій Миколайович            | доктор медичних наук, завідувач кафедри Київського державного інституту вдосконалення лікарів                                                                              |
| За розроблення та впровадження у медичну практику реконструктивно-відновних операцій на великих суглобах при їх ушкодженні та ортопедичних захворюваннях                                                                                 | Скляренко Євген Тимофійович             | доктор медичних наук, завідувач кафедри Національного медичного університету імені 0. 0. Богомольця                                                                        |
| За розроблення та впровадження у медичну практику реконструктивно-відновних операцій на великих суглобах при їх ушкодженні та ортопедичних захворюваннях                                                                                 | Шумада Іван Володимирович               | доктор медичних наук, завідувач відділу Українського науково-дослідного інституту травматології та ортопедії                                                               |
| За розроблення та впровадження у медичну практику реконструктивно-відновних операцій на великих суглобах при їх ушкодженні та ортопедичних захворюваннях                                                                                 | Рибачук Олег Іванович                   | доктор медичних наук, заступник директора Українського науково-дослідного інституту травматології та ортопедії                                                             |
| За розроблення та впровадження у медичну практику реконструктивно-відновних операцій на великих суглобах при їх ушкодженні та ортопедичних захворюваннях                                                                                 | Гайко Георгій Васильович                | доктор медичних наук, директор Українського науково-дослідного інституту травматології та ортопедії                                                                        |
| За розроблення і впровадження нових методів діагностики та хірургічного лікування ушкоджень периферійної нервової системи, організацій спеціалізованої хірургічної допомоги в Україні                                                    | Галич Сергій Петрович                   | кандидат медичних наук, старший науковий співробітник Інституту клінічної та експериментальної хірургії                                                                    |
| За розроблення і впровадження нових методів діагностики та хірургічного лікування ушкоджень периферійної нервової системи, організацій спеціалізованої хірургічної допомоги в Україні                                                    | Лисайчук Юрій Сергійович                | кандидат медичних наук, провідний науковий співробітник Інституту клінічної та експериментальної хірургії                                                                  |
| За розроблення і впровадження нових методів діагностики та хірургічного лікування ушкоджень периферійної нервової системи, організацій спеціалізованої хірургічної допомоги в Україні                                                    | Дольницький Олег Володимирович          | доктор медичних наук, професор Національного медичного університету імені О. О. Богомольця                                                                                 |
| За розроблення і впровадження нових методів діагностики та хірургічного лікування ушкоджень периферійної нервової системи, організацій спеціалізованої хірургічної допомоги в Україні                                                    | Яценко Валентин Порфирович              | доктор медичних наук, завідувач науково-дослідного лабораторного центру Національного медичного університету імені О. О. Богомольця                                        |
| За розроблення і впровадження нових методів діагностики та хірургічного лікування ушкоджень периферійної нервової системи, організацій спеціалізованої хірургічної допомоги в Україні                                                    | Чайковський Юрій Богданович             | доктор медичних наук, проректор Національного медичного університету імені О. О. Богомольця                                                                                |
| За розроблення і впровадження нових методів діагностики та хірургічного лікування ушкоджень периферійної нервової системи, організацій спеціалізованої хірургічної допомоги в Україні                                                    | Цимбалюк Віталій Іванович               | член-кореспондент Академії медичних наук України, завідувач кафедри Національного медичного університету імені О. О. Богомольця                                            |
| За розроблення і впровадження нових методів діагностики та хірургічного лікування ушкоджень периферійної нервової системи, організацій спеціалізованої хірургічної допомоги в Україні                                                    | Сулій Микола Миколайович                | кандидат медичних наук, завідувач клініки Інституту нейрохірургії імені академіка А. П. Ромоданова                                                                         |
| За розроблення і впровадження нових методів діагностики та хірургічного лікування ушкоджень периферійної нервової системи, організацій спеціалізованої хірургічної допомоги в Україні                                                    | Зозуля Юрій Панасович                   | академік Академії медичних наук України, директор Інституту нейрохірургії імені академіка А. П. Ромоданова                                                                 |
| За науково-технічну розробку української комплексної системи переробки органічних відходів «Біоекотех» | Ємець Михайло Маркевич                  | голова відкритого акціонерного товариства «Березнянський» Менського району Чернігівської області                                                                           |
| За науково-технічну розробку української комплексної системи переробки органічних відходів «Біоекотех» | Олійниченко Віктор Григорович           | голова Менської районної державної адміністрації та районної ради Чернігівської області                                                                                    |
| За науково-технічну розробку української комплексної системи переробки органічних відходів «Біоекотех» | Яковенко Валентин Петрович              | заступник Міністра сільського господарства і продовольства України |
| За науково-технічну розробку української комплексної системи переробки органічних відходів «Біоекотех» | Тивончук Степан Олександрович           | кандидат економічних наук, начальник головного управління Міністерства сільського господарства і продовольства України                                                     |
| За науково-технічну розробку української комплексної системи переробки органічних відходів «Біоекотех» | Мельник Іван Панасович                  | кандидат сільськогосподарських наук, президент асоціації «Біоконверсія», місто Івано-Франківськ                                                                            |
| За науково-технічну розробку української комплексної системи переробки органічних відходів «Біоекотех» | Якушко Сергій Іванович                  | кандидат технічних наук, провідний спеціаліст Національного аграрного університету                                                                                         |
| За науково-технічну розробку української комплексної системи переробки органічних відходів «Біоекотех» | Сердюк Анатолій Григорович              | кандидат сільськогосподарських наук, проректор Національного аграрного університету                                                                                        |
| За науково-технічну розробку української комплексної системи переробки органічних відходів «Біоекотех» | Городній Микола Михайлович              | академік Української академії аграрних наук, завідувач кафедри Національного аграрного університету                                                                        |
| За науково-технічну розробку української комплексної системи переробки органічних відходів «Біоекотех» | Созінов Олексій Олексійович             | академік Національної академії наук України, завідувач кафедри Національного аграрного університету                                                                        |
| За працю «Закономірності деформації верхньої частини тектоносфери Землі, що встановлені теоретичними і експериментальними методами» | Черкез Євген Анатолійович               | доктор геолого-мінералогічних наук, професор Одеського державного університету імені І. І. Мечникова                                                                       |
| За працю «Закономірності деформації верхньої частини тектоносфери Землі, що встановлені теоретичними і експериментальними методами» | Ханонкін Олександр Аркадійович          | доктор технічних наук, завідувач лабораторії Одеського державного університету імені І. І. Мечникова                                                                       |
| За працю «Закономірності деформації верхньої частини тектоносфери Землі, що встановлені теоретичними і експериментальними методами» | Зелінський Ігор Петрович                | доктор геолого-мінералогічних наук, завідувач кафедри Одеського державного університету імені І. І. Мечникова                                                              |
| За працю «Закономірності деформації верхньої частини тектоносфери Землі, що встановлені теоретичними і експериментальними методами» | Гінтов Олег Борисович                   | доктор геолого-мінералогічних наук, завідувач відділу Інституту геофізики імені С. І. Субботіна НАН України                                                                |
| За працю «Закономірності деформації верхньої частини тектоносфери Землі, що встановлені теоретичними і експериментальними методами» | Гонтаренко В'ячеслав Миколайович        | кандидат геолого-мінералогічних наук, доцент Державної гірничої академії України                                                                                           |
| За працю «Закономірності деформації верхньої частини тектоносфери Землі, що встановлені теоретичними і експериментальними методами» | Тяпкін Костянтин Федорович              | член-кореспондент Національної академії наук України, завідувач кафедри Державної гірничої академії України                                                                |
| За цикл наукових праць «Роль Ендотелій та біологічно активних речовин ендотеліального походження в регуляції кровообігу і діяльності серця»:                                                                                             | Ткаченко Михайло Миколайович            | кандидат медичних наук, науковий співробітник Інституту фізіології імені О. О. Богомольця НАН України                                                                      |
| За цикл наукових праць «Роль Ендотелій та біологічно активних речовин ендотеліального походження в регуляції кровообігу і діяльності серця»:                                                                                             | Жукова Алла Володимирівна               | кандидат біологічних наук, старший науковий співробітник Інституту фізіології імені О. О. Богомольця НАН України                                                           |
| За цикл наукових праць «Роль Ендотелій та біологічно активних речовин ендотеліального походження в регуляції кровообігу і діяльності серця»:                                                                                             | Мойбенко Олексій Олексійович            | академік Національної академії наук України, завідувач відділу Інституту фізіології імені О. О. Богомольця НАН України                                                     |
| За цикл наукових праць «Роль Ендотелій та біологічно активних речовин ендотеліального походження в регуляції кровообігу і діяльності серця»:                                                                                             | Сагач Вадим Федорович                   | член-кореспондент Національної академії наук України, заступник директора Інституту фізіології імені О. О. Богомольця НАН України                                          |
| За цикл наукових праць «Роль Ендотелій та біологічно активних речовин ендотеліального походження в регуляції кровообігу і діяльності серця»:                                                                                             | Шаповал Людмила Миколаївна              | доктор біологічних наук, провідний науковий співробітник Інституту фізіології імені О. О. Богомольця НАН України                                                           |
| За цикл наукових праць «Роль Ендотелій та біологічно активних речовин ендотеліального походження в регуляції кровообігу і діяльності серця»:                                                                                             | Соловйов Анатолій Іванович              | доктор медичних наук, старший науковий співробітник Інституту фізіології імені О. О. Богомольця НАН України                                                                |
| За цикл наукових праць «Роль Ендотелій та біологічно активних речовин ендотеліального походження в регуляції кровообігу і діяльності серця»:                                                                                             | Базілюк Ольга Володимирівна             | кандидат біологічних наук, старший науковий співробітник інституту фізіології імені О. О. Богомольця НАН України                                                           |
| За цикл наукових праць «Роль Ендотелій та біологічно активних речовин ендотеліального походження в регуляції кровообігу і діяльності серця»:                                                                                             | Марченко Сергій Михайлович              | кандидат біологічних наук, старший науковий співробітник Інституту фізіології імені О. О. Богомольдя НАН України                                                           |
| За цикл наукових праць «Наукові основи створення фоточутливих олігомерних матеріалів і методів реєстрації оптичної інформації та їх використання у наукоємних технологіях»:                                                              | Гранчак Василь Михайлович               | кандидат хімічних наук, старший науковий співробітник Інституту фізичної хімії імені Л. В. Писаржевського НАН України                                                      |
| За цикл наукових праць «Наукові основи створення фоточутливих олігомерних матеріалів і методів реєстрації оптичної інформації та їх використання у наукоємних технологіях»:                                                              | Шевчук Анатолій Васильович              | кандидат технічних наук, начальник науково-виробничого технологічного комплексу Українського науково-дослідного інституту спеціальних видів друку                          |
| За цикл наукових праць «Наукові основи створення фоточутливих олігомерних матеріалів і методів реєстрації оптичної інформації та їх використання у наукоємних технологіях»:                                                              | Ділунг Йосип Йосипович                  | доктор хімічних наук, провідний науковий співробітник Інституту фізичної хімії імені Л. В. Писаржевського НАН України                                                      |
| За цикл наукових праць «Наукові основи створення фоточутливих олігомерних матеріалів і методів реєстрації оптичної інформації та їх використання у наукоємних технологіях»:                                                              | Гудзера Сергій Сергійович               | кандидат хімічних наук, директор дослідного виробництва Інституту хімії високомолекулярних сполук НАН України                                                              |
| За цикл наукових праць «Наукові основи створення фоточутливих олігомерних матеріалів і методів реєстрації оптичної інформації та їх використання у наукоємних технологіях»:                                                              | Грищенко Володимир Костянтинович        | кандидат хімічних наук, заступник директора Інституту хімії високомолекулярних сполук НАН України                                                                          |
| За цикл наукових праць «Наукові основи створення фоточутливих олігомерних матеріалів і методів реєстрації оптичної інформації та їх використання у наукоємних технологіях»:                                                              | Маслюк Анатолій Федорович               | доктор хімічних наук, провідний науковий співробітник Інституту хімії високомолекулярних сполук НАН України                                                                |
| За цикл наукових праць «Наукові основи створення фоточутливих олігомерних матеріалів і методів реєстрації оптичної інформації та їх використання у наукоємних технологіях»:                                                              | Магдинець Василь Васильович             | доктор хімічних наук, завідувач відділу Інституту хімії високомолекулярних сполук НАН України                                                                              |
| За цикл наукових праць «Наукові основи створення фоточутливих олігомерних матеріалів і методів реєстрації оптичної інформації та їх використання у наукоємних технологіях»:                                                              | Кувшинський Микола Георгійович          | доктор фізико-математичних наук, завідувач лабораторії Київського національного університету імені Тараса Шевченка                                                         |
| За цикл наукових праць «Наукові основи створення фоточутливих олігомерних матеріалів і методів реєстрації оптичної інформації та їх використання у наукоємних технологіях»:                                                              | Гетьманчук Юрій Петрович                | доктор хімічних наук, професор Київського національного університету імені Тараса Шевченка                                                                                 |
| За цикл наукових праць «Наукові основи створення фоточутливих олігомерних матеріалів і методів реєстрації оптичної інформації та їх використання у наукоємних технологіях»:                                                              | Сиромятніков Володимир Георгійович      | доктор хімічних наук, завідувач кафедри Київського національного університету імені Тараса Шевченка                                                                        |
| За цикл праць «Змінно-фазова фокусировка, розроблення та створення прискорювачів протонів і іонів на її основі» | Хижняк Микола Антонович                 | доктор фізико-математичних наук, начальник відділу Національного наукового центру «Харківський фізико-технічний інститут»                                                  |
| За цикл праць «Змінно-фазова фокусировка, розроблення та створення прискорювачів протонів і іонів на її основі» | Бомко Василь Олексійович                | доктор фізико-математичних наук, начальник лабораторії Національного наукового центру «Харківський фізико-технічний інститут»                                              |
| За цикл праць «Змінно-фазова фокусировка, розроблення та створення прискорювачів протонів і іонів на її основі» | Шуліка Микола Георгійович               | кандидат фізико-математичних наук, начальник відділу Національного наукового центру «Харківський фізико-технічний інститут»                                                |
| За цикл праць «Змінно-фазова фокусировка, розроблення та створення прискорювачів протонів і іонів на її основі» | Гусєв Євгеній Васильович                | старший науковий співробітник Національного наукового центру «Харківський фізико-технічний інститут»                                                                       |
| За цикл праць «Змінно-фазова фокусировка, розроблення та створення прискорювачів протонів і іонів на її основі» | Кушин Віктор Володимирович              | доктор технічних наук, начальник лабораторії Державного наукового центру Російської Федерації «Інститут теоретичної та експериментальної фізики»                           |
| За цикл праць «Змінно-фазова фокусировка, розроблення та створення прискорювачів протонів і іонів на її основі» | Файнберг Яків Борисович                 | академік Національної академії наук України, радник генерального директора Національного наукового центру «Харківський фізико-технічний інститут»                          |
| За цикл праць «Кінетичні процеси у квантових рідинах та кристалах» | Адаменко Ігор Михайлович                | доктор фізико-математичних наук, професор Харківського державного університету                                                                                             |
| За цикл праць «Кінетичні процеси у квантових рідинах та кристалах» | Дюмін Микола Єлисейович                 | кандидат фізико-математичних наук, колишній старший науковий співробітник Фізико-технічного інституту низьких температур імені Б. І. Вєркіна НАН України                   |
| За цикл праць «Кінетичні процеси у квантових рідинах та кристалах» | Чаговець Валерій Костянтинович          | кандидат фізико-математичних наук, старший науковий співробітник Фізико-технічного інституту низьких температур імені Б. І. Вєркіна НАН України                            |
| За цикл праць «Кінетичні процеси у квантових рідинах та кристалах» | Рудавський Едуард Якович                | доктор фізико-математичних наук, завідувач відділу Фізико-технічного інституту низьких температур імені Б. І. Вєркіна НАН України                                          |
| За цикл праць «Кінетичні процеси у квантових рідинах та кристалах» | Григор'єв Віктор Микитович              | доктор фізико-математичних наук, завідувач відділу Фізико-технічного інституту низьких температур імені Б. І. Вєркіна НАН України                                          |
| За цикл праць «Кінетичні процеси у квантових рідинах та кристалах» | Пелетминський Сергій Володимирович      | академік Національної академії наук України, начальник відділу Національного наукового центру «Харківський фізико-технічний інститут»                                      |
| Цикл праць «Н математичні методи в нелінійному аналізі» | Митропольський Юрій Олексійович         | академік Національної академії наук України, почесний директор Інституту математики НАН України                                                                            |
| Цикл праць «Н математичні методи в нелінійному аналізі» | Самойленко Анатолій Михайлович          | академік Національної академії наук України, директор Інституту математики НАН України                                                                                     |
| Цикл праць «Н математичні методи в нелінійному аналізі» | Кулик Віктор Леонідович                 | доктор фізико-математичних наук, провідний науковий співробітник Інституту математики НАН України                                                                          |
| Цикл праць «Н математичні методи в нелінійному аналізі» | Лопатін Олексій Костянтинович           | доктор фізико-математичних наук, провідний науковий співробітник Інституту математики НАН України                                                                          |
| Цикл праць «Н математичні методи в нелінійному аналізі» | Ронто Микола Йосипович                  | доктор фізико-математичних наук, провідний науковий співробітник Інституту математики НАН України                                                                          |
| Цикл праць «Н математичні методи в нелінійному аналізі» | Перестюк Микола Олексійович             | доктор фізико-математичних наук, завідувач кафедри Київського національного університету імені Тараса Шевченка                                                             |
| Цикл праць «Н математичні методи в нелінійному аналізі» | Теплінський Юрій Володимирович          | доктор фізико-математичних наук, завідувач кафедри Кам'янець-Подільського державного педагогічного інституту                                                               |
| Цикл праць «Н математичні методи в нелінійному аналізі» | Нгуєн Ван Дао                           | доктор фізико-математичних наук, директор Інституту механіки Національного центру наукових досліджень В'єтнаму                                                             |